# Natação nos Jogos Olímpicos de Verão de 2020 - 200 m livre feminino
A competição dos 200 m livre feminino da natação nos Jogos Olímpicos de Verão de 2020 foi disputada entre 26 e 28 de julho de 2021 no Centro Aquático, em Tóquio. Um total de 29 nadadoras de 23 Comitês Olímpicos Nacionais (CON) participaram do evento.

## Qualificação
O tempo de qualificação olímpica ao evento foi de 1min57s28. Até duas nadadoras por Comitê Olímpico Nacional (CON) poderiam se qualificar automaticamente nadando naquele tempo em um evento de qualificação aprovado. Por sua vez, o tempo de seleção olímpica foi de 2min00s80. Até uma nadadora por CON estaria elegível para a qualificação com esse tempo com sua entrada classificada em um ranking até que o número de participantes fosse atingido. CONs sem uma nadadora qualificada em qualquer evento poderiam obter seus lugares através das vagas de universalidade.

## Formato
A competição consiste em três rodadas: preliminares, semifinais e final. As nadadoras com os 16 melhores tempos nas baterias preliminares avançam as semifinais. Já as nadadoras com os 8 melhores tempos nas semifinais avançam a final. Desempates (swim-offs) são utilizados conforme necessário para quebrar os empates de avanço a próxima rodada.

## Calendário
Horário local (UTC+9)
| Data                | Horário | Fase         |
| ------------------- | ------- | ------------ |
| 26 de julho de 2021 | 19:00   | Preliminares |
| 27 de julho de 2021 | 10:30   | Semifinais   |
| 28 de julho de 2021 | 10:40   | Final        |

## Medalhistas
| Ouro   | AUS Ariarne Titmus  |
| Prata  | HKG Siobhán Haughey |
| Bronze | CAN Penny Oleksiak  |

## Recordes
Antes desta competição, os recordes mundiais e olímpicos da prova eram os seguintes:
| Tipo | Atleta              | Tempo   | Local   | Data                |
| ---- | ------------------- | ------- | ------- | ------------------- |
|      | Federica Pellegrini | 1:52.98 | Roma    | 29 de julho de 2009 |
|      | Allison Schmitt     | 1:53.61 | Londres | 31 de julho de 2012 |

Os seguintes recordes mundiais e/ou olímpicos foram estabelecidos durante esta competição:
| Data                | Evento | Atleta             | Tempo   | Notas            |
| ------------------- | ------ | ------------------ | ------- | ---------------- |
| 29 de julho de 2021 | Final  | AUS Ariarne Titmus | 1:53.50 | Recorde olímpico |

## Resultados

### Preliminares
As nadadoras com as 16 primeiras colocações, independente da bateria, avançam as semifinais.
| Pos. | Bateria | Raia | Nadadora                 | CON                 | Tempo   | Notas            |
| ---- | ------- | ---- | ------------------------ | ------------------- | ------- | ---------------- |
| 1    | 2       | 4    | Katie Ledecky            | USA Estados Unidos  | 1:55.28 | Q                |
| 2    | 2       | 6    | Penny Oleksiak           | CAN Canadá          | 1:55.38 | Q                |
| 3    | 4       | 4    | Ariarne Titmus           | AUS Austrália       | 1:55.88 | Q                |
| 4    | 2       | 5    | Madison Wilson           | AUS Austrália       | 1:55.87 | Q                |
| 5    | 4       | 6    | Summer McIntosh          | CAN Canadá          | 1:56.11 | Q                |
| 6    | 4       | 5    | Yang Junxuan             | CHN China           | 1:56.17 | Q                |
| 7    | 3       | 6    | Barbora Seemanová        | CZE República Checa | 1:56.38 | Q                |
| 8    | 3       | 5    | Siobhán Haughey          | HKG Hong Kong       | 1:56.48 | Q                |
| 9    | 3       | 2    | Isabel Gose              | GER Alemanha        | 1:56.80 | Q                |
| 10   | 2       | 3    | Charlotte Bonnet         | FRA França          | 1:56.88 | Q                |
| 11   | 3       | 3    | Freya Anderson           | GBR Grã-Bretanha    | 1:56.96 | Q                |
| 12   | 4       | 3    | Allison Schmitt          | USA Estados Unidos  | 1:57.10 | Q                |
| 13   | 4       | 7    | Annika Bruhn             | GER Alemanha        | 1:57.15 | Q                |
| 14   | 2       | 7    | Erika Fairweather        | NZL Nova Zelândia   | 1:57.26 | Q                |
| 15   | 3       | 4    | Federica Pellegrini      | ITA Itália          | 1:57.33 | Q                |
| 16   | 3       | 7    | Valeriya Salamatina      | ROC                 | 1:58.33 | Q                |
| 17   | 2       | 1    | Janja Šegel              | SLO Eslovênia       | 1:58.38 |                  |
| 18   | 3       | 1    | Joanna Evans             | BAH Bahamas         | 1:58.40 |                  |
| 19   | 4       | 1    | Andrea Murez             | ISR Israel          | 1:58.97 |                  |
| 20   | 4       | 2    | Li Bingjie               | CHN China           | 1:59.03 |                  |
| 21   | 2       | 2    | Veronika Andrusenko      | ROC                 | 1:59.17 |                  |
| 22   | 3       | 8    | Snæfríður Jórunnardóttir | ISL Islândia        | 2:00.20 | Recorde nacional |
| 23   | 4       | 8    | Elisbet Gámez            | CUB Cuba            | 2:00.56 |                  |
| 24   | 1       | 4    | Ieva Maļuka              | LAT Letônia         | 2:03.75 |                  |
| 25   | 1       | 3    | Beatriz Padrón           | CRC Costa Rica      | 2:04.56 |                  |
| 26   | 2       | 8    | Nguyễn Thị Ánh Viên      | VIE Vietnã          | 2:05.30 |                  |
| 27   | 1       | 5    | Gabriela Santis          | GUA Guatemala       | 2:07.24 |                  |
| 28   | 1       | 6    | Lina Khiyara             | MAR Marrocos        | 2:08.80 |                  |
| 29   | 1       | 2    | Gabriella Doueihy        | LBN Líbano          | 2:11.29 |                  |

### Semifinais
As nadadoras com as 8 primeiras colocações, independente da bateria, avançam a final.
| Pos. | Bateria | Raia | Nadadora            | CON                 | Tempo   | Notas |
| ---- | ------- | ---- | ------------------- | ------------------- | ------- | ----- |
| 1    | 1       | 5    | Ariarne Titmus      | AUS Austrália       | 1:54.82 | Q     |
| 2    | 1       | 6    | Siobhán Haughey     | HKG Hong Kong       | 1:55.16 | Q     |
| 3    | 2       | 4    | Katie Ledecky       | USA Estados Unidos  | 1:55.34 | Q     |
| 4    | 1       | 3    | Yang Junxuan        | CHN China           | 1:55.98 | Q     |
| 5    | 2       | 6    | Barbora Seemanová   | CZE República Checa | 1:56.14 | Q,    |
| 6    | 1       | 4    | Penny Oleksiak      | CAN Canadá          | 1:56.39 | Q     |
| 7    | 2       | 8    | Federica Pellegrini | ITA Itália          | 1:56.44 | Q     |
| 8    | 2       | 5    | Madison Wilson      | AUS Austrália       | 1:56.58 | Q     |
| 9    | 2       | 3    | Summer McIntosh     | CAN Canadá          | 1:56.82 |       |
| 10   | 1       | 7    | Allison Schmitt     | USA Estados Unidos  | 1:56.87 |       |
| 11   | 2       | 2    | Isabel Gose         | GER Alemanha        | 1:57.07 |       |
| 12   | 2       | 7    | Freya Anderson      | GBR Grã-Bretanha    | 1:57.10 |       |
| 13   | 1       | 2    | Charlotte Bonnet    | FRA França          | 1:57.35 |       |
| 14   | 2       | 1    | Annika Bruhn        | GER Alemanha        | 1:57.62 |       |
| 15   | 1       | 8    | Valeriya Salamatina | ROC                 | 1:58.98 |       |
| 16   | 1       | 1    | Erika Fairweather   | NZL Nova Zelândia   | 1:59.14 |       |

### Final
As três nadadoras mais rápidas na final conquistaram as medalhas.
| Pos. | Raia | Nadadora            | CON                 | Tempo   | Notas            |
| ---- | ---- | ------------------- | ------------------- | ------- | ---------------- |
| 01 ! | 4    | Ariarne Titmus      | AUS Austrália       | 1:53.50 | Recorde olímpico |
| 02 ! | 5    | Siobhán Haughey     | HKG Hong Kong       | 1:53.92 | Recorde asiático |
| 03 ! | 7    | Penny Oleksiak      | CAN Canadá          | 1:54.70 |                  |
| 4    | 6    | Yang Junxuan        | CHN China           | 1:55.01 |                  |
| 5    | 3    | Katie Ledecky       | USA Estados Unidos  | 1:55.21 |                  |
| 6    | 2    | Barbora Seemanová   | CZE República Checa | 1:55.45 | Recorde nacional |
| 7    | 1    | Federica Pellegrini | ITA Itália          | 1:55.91 |                  |
| 8    | 8    | Madison Wilson      | AUS Austrália       | 1:56.39 |                  |

Legenda
| Recorde mundial      | Recorde mundial (World record)               |                       | Recorde africano                      | Recorde africano (African) |                                           | Q | Classificado por posição (Qualified) |
| Recorde olímpico     | Recorde olímpico (Olympic record)            | Recorde da América    | Recorde da América (Americas)         | q                          | Classificado por melhor tempo (Qualified) |   |                                      |
| Melhor marca do ano  | Melhor marca do ano (World leading)          | Recorde asiático      | Recorde asiático (Asian)              | DNS                        | Não largou (Did not start)                |   |                                      |
| Recorde nacional     | Recorde nacional (National record)           | Recorde europeu       | Recorde europeu (European)            | DNF                        | Não terminou (Did not finish)             |   |                                      |
| Recorde pessoal      | Recorde pessoal do atleta (Personal best)    | Recorde da Oceania    | Recorde da Oceania (Oceania)          | DSQ / DQ                   | Desclassificado (Disqualified)            |   |                                      |
| Recorde da temporada | Recorde da temporada do atleta (Season best) | Recorde sul-americano | Recorde sul-americano (South America) | NM                         | Sem marca (No mark)                       |   |                                      |